# Мэттьюз, Стэнли
Сэр Стэ́нли Мэ́ттьюз (англ. Stanley Matthews; 1 февраля 1915, Хенли, Стаффордшир — 23 февраля 2000, Сток-он-Трент, Стаффордшир) — английский футболист, правый крайний нападающий. Считается одним из величайших английских футболистов. Известен своим джентльменским поведением. Сыграл более 700 игр и не получил ни одного удаления.

## Биография
Родился в семье английского боксёра Джека Мэттьюза, выступавшего в легчайшем весе, был третьим из его четырёх сыновей. С детства проявлял хорошие способности к спортивным играм. В 13 лет он сыграл первый международный матч на уровне школьных команд, после чего был замечен клубом «Сток Сити», куда был зачислен на канцелярскую должность после окончания школы.
К 17 годам он пробился в основной состав команды. В 20 лет он женился на дочери своего тренера — Джимми Уолленса, с которым вскоре открыл совместный магазин. Дебютировал за сборную Англии 29 сентября 1934 года против Уэльса (4:0). Всего за сборную провёл 54 матча, в том числе, один на чемпионате мира 1950 года, и два на чемпионате мира 1954 года. Последний матч провёл 15 мая 1957 года в рамках отборочного турнира к чемпионату мира 1958 года. На тот момент ему было 42 года и 102 дня, и это рекорд для сборной Англии. Также рекордным по продолжительности является весь период его выступлений за первую команду страны (1934—1957, почти 23 года).
Вторая мировая война прервала карьеру футболиста с 24 до 30 лет, а сам Мэттьюз вступил в ряды Королевских ВВС, служил под Блэкпулом. Однако это не помешало ему провести 29 неофициальных матчей, забив 2 мяча за сборную Англии и поучаствовать в 1943 году в разгроме шотландцев (8:1) в Манчестере. Также он принимал участие в матчах региональных лиг, по приглашению таких клубов, как «Арсенал», «Кру Александра», «Манчестер Юнайтед», «Рейнджерс», «Рексем», «Гринок Мортон», «Стенхаусмуир» и «Блэкпул».
В 1947 году он арендовал частную гостиницу в Блэкпуле и перешёл в местный одноимённый клуб, который выкупил его 10 мая за 11 500£. Стадион команды «Блумфилд Роуд» располагался совсем неподалёку от неё. В 1948 году его признали футболистом года в Англии (звание присуждалось впервые в истории). В нападении он составил сильный тандем с центрфорвардом Стэном Мортенсеном, для которого создавал множество опасных моментов. Тренер клуба Джо Смит говорил Мэттьюзу: «Многие сочтут меня сумасшедшим, но хоть тебе и 37 лет, я считаю, что лучший свой футбол ты ещё не показал».
Финал Кубка Англии 1953 года, в котором «Блэкпул» переиграл «Болтон Уондерерс» (4:3), был назван именем Мэттьюза, хотя хет-триком отметился именно Мортенсен. В 1956 году стал первым обладателем «Золотого мяча».
В 1961 году вернулся в свой родной клуб, за который провёл ещё 4 сезона. О высоком уровне его игры в те годы говорит хотя бы повторное признание его футболистом года в Англии в 1963 году и это при том, что команда выступала во втором по силе дивизионе, став его чемпионом. 6 февраля 1965 года Стэнли, которому за 5 дней до этого исполнилось 50 лет, после годового перерыва, связанного с травмой колена, вновь вышел на поле. Этот матч, в котором «Сток Сити» переиграл «Фулхэм» (3:1), стал последним его официальным матчем, причём он забил гол. В том же году закончил карьеру, попрощавшись с футболом на домашнем стадионе Сток Сити «Виктория Граунд». В прощальном матче принимали участие такие звёзды мирового футбола, как Ди Стефано, Масопуст, Пушкаш и Яшин. Королева Елизавета II пожаловала ему тогда рыцарский титул, который впервые был присвоен футболисту.

## Характеристика игрока

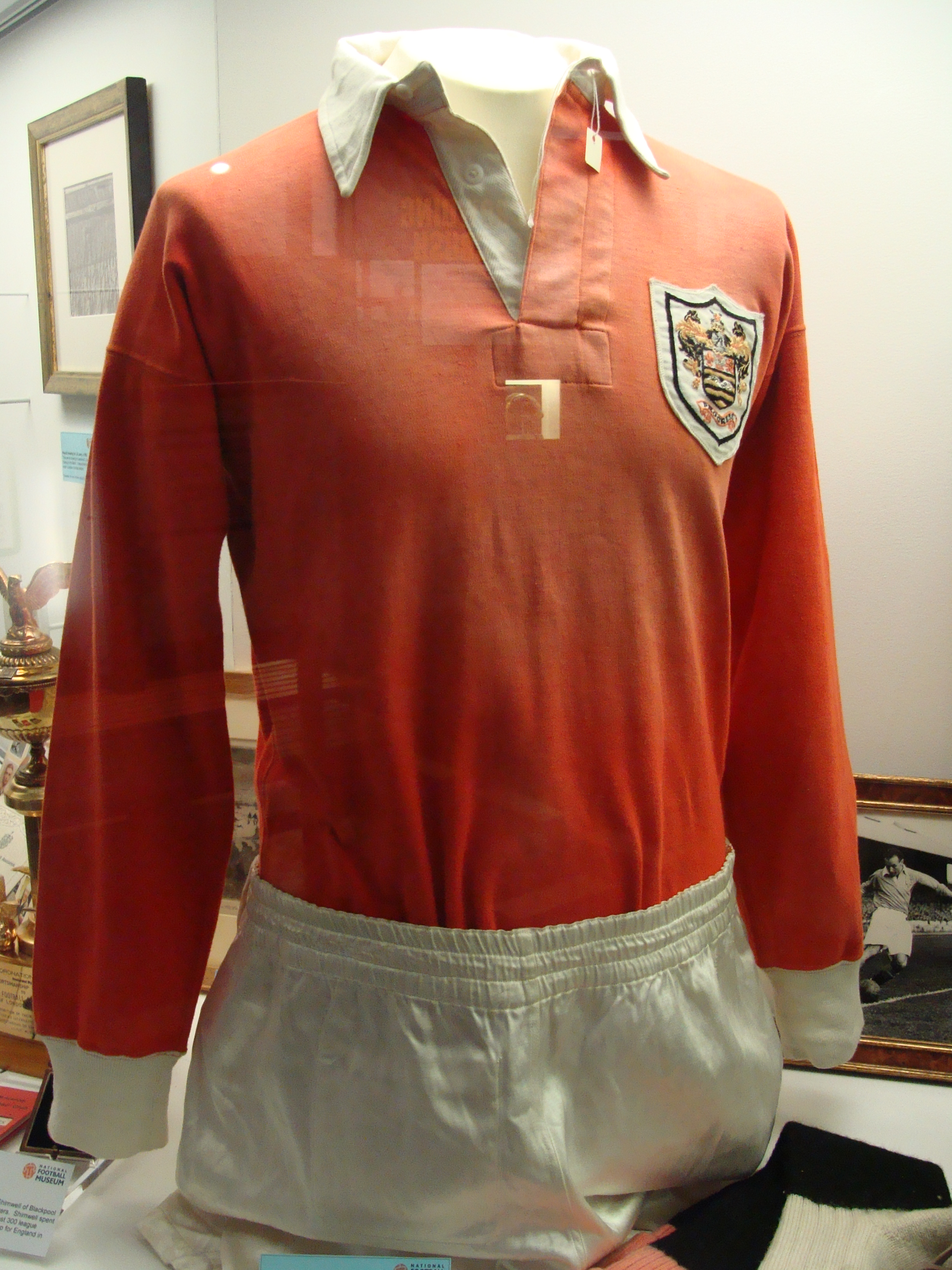
Футболка Мэттьюза в которой он выиграл Кубок Англии в 1953 году

Франц Беккенбауэр заявлял, что при такой скорости и навыках владения мячом как у Мэттьюза, «почти никто не мог его остановить», а Джон Чарльз отмечал, что он лучше чем кто-либо исполнял навесы, даже при том, что играл во времена, когда мячи были ещё неудобными и тяжёлыми.
В отличие от многих игроков того времени, Мэттьюз пристально следил за своей физической формой, регулярно совершал пробежки, поддерживал здоровый вес, не пил и не курил. Он также серьёзно относился к подбору экипировки.
Ни разу за карьеру Мэттьюз не получил ни одного предупреждения, несмотря на то, что против него самого регулярно играли жёстко или даже грубо.

## Личная жизнь
В 1934 году Мэттьюз женился на Бетти Вэлланс, дочери тренера «Стока» Джимми Вэлланса. У пары родились двое детей, Жан и Стэнли-младший. В 1967 году во время турне с «Порт Вейл» по Чехословакии футболист познакомился с Милой, работавшей для команды переводчицей. Всё ещё женатый Мэттьюз был убеждён, что нашёл любовь всей своей жизни и решил развестись с Бетти. Он прожил с Милой вплоть до её смерти в 1999 году. После этого, по словам Леса Скотта, помогавшего Мэттьюзу писать автобиографию, «он уже не был таким как прежде».
Мэттьюз скончался в 2000 году. Чтобы почтить память футболиста на улицы Сток-он-Трента вышло около 100 тысяч человек.

## Достижения

### Командные
«Блэкпул»
- Вице-чемпион Англии: 1955/56
- Обладатель Кубка Англии: 1953
- Финалист Кубка Англии: 1948, 1951

«Сток Сити»
- Чемпион Второго дивизиона Футбольной лиги (2): 1932/33, 1962/63

Сборная Англии
- Победитель Домашнего чемпионата Великобритании (9): 1934/35, 1937/38, 1938/39, 1946/47, 1947/48, 1949/50, 1951/52, 1953/54, 1954/55

### Личные
- Обладатель «Золотого мяча» по версии France Football: 1956
- Футболист года по версии Ассоциации футбольных журналистов (2): 1948, 1963
- Орден Британской империи: 1957
- Рыцарь-бакалавр: 1965
- Включён в список 100 легенд Футбольной лиги: 1966
- Обладатель награды АФЖ за заслуги перед футболом: 1995
- Включён в Зал славы английского футбола: 2002
- Включён в «команду века» по версии PFA (1907—1976): 2007